# Kalikebo
Kalikebo is een bestuurslaag in het regentschap Klaten van de provincie Midden-Java, Indonesië. Kalikebo telt 6216 inwoners (volkstelling 2010).